# Shenae Grimes

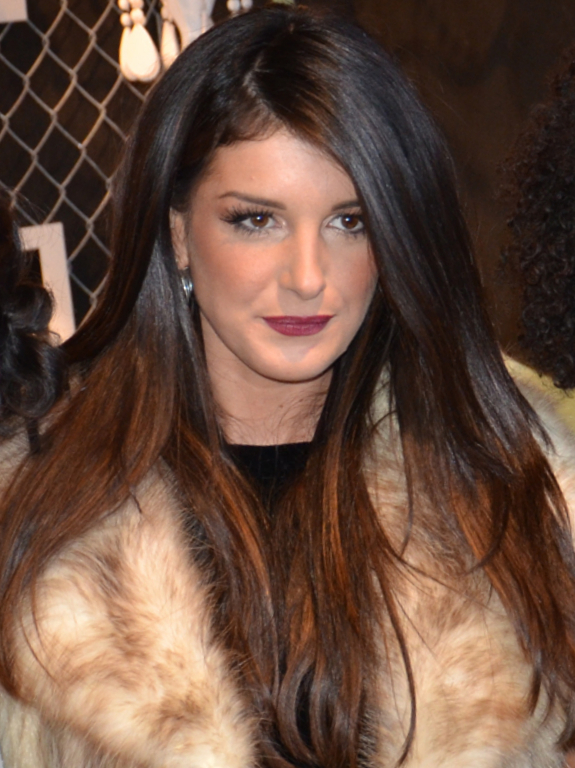
Shenae Grimes (2012)

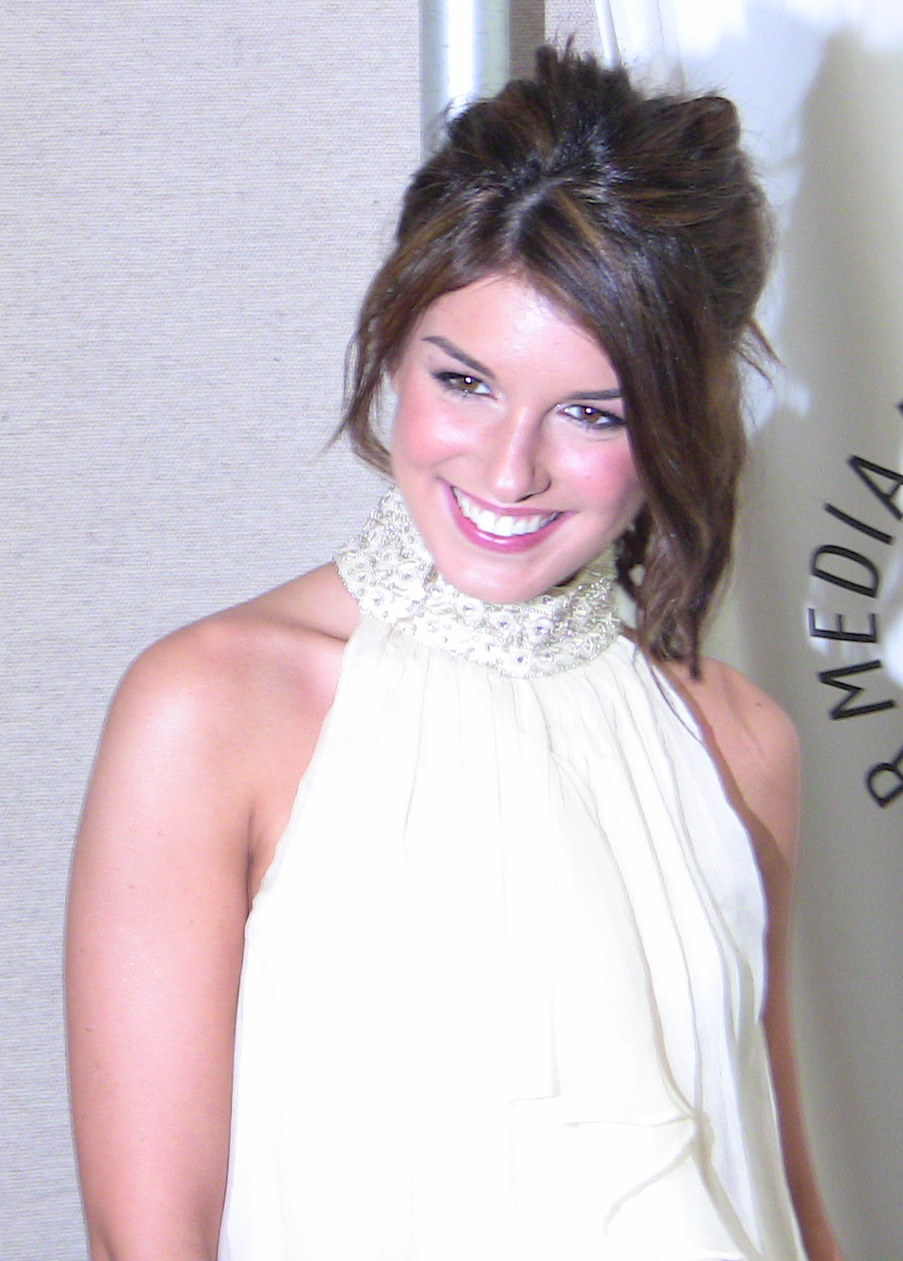
Shenae Grimes in Beverly Hills (2009)

Shenae Sonya Grimes-Beech (* 24. Oktober 1989 in Toronto, Ontario; geb. Grimes) ist eine kanadische Schauspielerin.

## Karriere
2004 gab Grimes ihr Schauspieldebüt als Darcy Edwards in der Fernsehserie Degrassi: The Next Generation. Diese Rolle brachte ihr 2006 gemeinsam mit anderen Beteiligten eine Nominierung für den Young Artist Award; 2007 erhielt sie den Gemini Award. In der gleichen Rolle war sie in der Miniserie Degrassi’s 40 Most Go There-est Moments (2006) und im Fernsehfilm Degrassi Spring Break Movie (2008) zu sehen.
Von 2005 bis 2007 spielte Grimes neben der eng befreundeten Jasmine Richards in der Fernsehserie Einfach Sadie!. Von 2008 bis 2013 trat sie in einer der Hauptrollen in der Fernsehserie 90210 auf. 2008 spielte sie neben Ashley Tisdale in dem Film Party Date – Per Handy zur großen Liebe mit.

### Privates
Im Dezember 2012 gab Shenae Grimes über ihre Website bekannt, dass sie sich mit dem englischen Musiker und Model Josh Beech verlobt habe. Die Trauung fand am 10. Mai 2013 in London statt. Die gemeinsame Tochter wurde im September 2018 in Santa Monica geboren.
Die Aktrice hat ein Faible für Atheismus.

## Filmografie (Auswahl)
- 2004–2008: Degrassi: The Next Generation (Fernsehserie, 60 Folgen)
- 2005: Shania: A Life in Eight Albums
- 2005–2007: Einfach Sadie! (Naturally, Sadie) (Fernsehserie, 25 Folgen)
- 2008: Degrassi Spring Break Movie
- 2008: Party Date – Per Handy zur großen Liebe (Picture This)
- 2008: True Confessions of a Hollywood Starlet
- 2008–2013: 90210 (Fernsehserie, 114 Folgen)
- 2008: So gut wie tot – Dead Like Me: Der Film (Dead Like Me: Life After Death)

- 2010: Gun Size Matters (Youtube-Kurzfilm mit Freddie Wong)
- 2011: Scream 4
- 2013: Sugar
- 2013: Empire State – Die Straßen von New York (Empire State)
- 2014: The Hazing Secret
- 2015: Christmas Inc. (Fernsehfilm)
- 2016: Date with Love (Fernsehfilm)
- 2016: Sandra Brown’s White Hot (Fernsehfilm)
- 2016: Newlywed and Dead (Fernsehfilm)
- 2017: The Mechanics of Love (Fernsehfilm)
- 2017: iZombie (Fernsehserie, Folge 3x07)
- 2017: Blood Honey
- 2018: The Rake – Das Monster (The Rake)
- 2018: The Detail (Fernsehserie, 10 Folgen)
- 2022: When I Think of Christmas (Fernsehfilm)
- 2023: Time for Her to Come Home for Christmas (Fernsehfilm)
- 2025: Love of the Irish (Fernsehfilm)